# 4056 Timwarner
4056 Timwarner è un asteroide della fascia principale. Scoperto nel 1985, presenta un'orbita caratterizzata da un semiasse maggiore pari a 2,6481011 UA e da un'eccentricità di 0,1037645, inclinata di 13,15326° rispetto all'eclittica.